# Pedro Vicente Maldonado (canton)
Pour les articles homonymes, voir Maldonado.
Pedro Vicente Maldonado est un canton d'Équateur situé dans la province de Pichincha.